# Pisz
Pisz (Pools tot 1946: Jańsbork; Duits: Johannisburg) is een stad in het Poolse woiwodschap Ermland-Mazurië, gelegen in de powiat Piski. De oppervlakte bedraagt 10,04 km², het inwonertal 19.328 (2005). De plaats ligt aan het Rośmeer

## Geschiedenis
De Duitse Orde probeerde dit gebied, dat later Mazoerië genoemd zou worden, halverwege de 14de eeuw onder haar controle te brengen. Niet om het zoals het elders in Pruisen te koloniseren maar als een grenszone tegen de Polen en de Litouwers. Die waren hetzelfde van plan en brandden de houten bevestigingswerken neer, waarop de Orde in 1378 een stenen burcht oprichtte. In de bescherming van deze burcht ontstond een nederzetting van jagers, vissers en houthakkers en pas toen werden ook dorpen ingericht voor landbouwers. Deze ontwikkeling eindigde voorlopig in de verlening van stadsrechten met de naam Johannisburg in 1451. Het gebruiken van die rechten bleef uit door oorlogen tussen de Orde en Polen waarin Johannisburg verschillende malen werd verwoest. In 1525 werd het land van de Orde een seculier hertogdom en de eerste Pruisische hertog Albrecht van Brandenburg-Ansbach versterkte de burcht en haalde nieuwe bewoners naar het nog steeds nauwelijks bevolkte land. Zij kwamen uit de naburige Poolse landstreek Mazoerië en sindsdien heette de bevolking Mazoeren en dit deel van Oost-Pruisen ‘Mazoerië’. Zij lieten zich in hun geloof reformeren tot lutheranen zoals de overige bevolking van Oost-Pruisen en namen verschillende predikanten op die uit Polen moesten vluchten voor de contrareformatie. In 1645 werd het stadsrecht opnieuw vastgesteld en de stad militair versterkt. Dat hield de Tataren die in 1658 [[Oost-{Pruisen]] binnenvielen buiten de poorten. Dat laatste was niet geval wat betreft de pest, die als een epidemie in 1709 uitbrak, en waaraan het grootste deel van de bevolking ten offer viel.
In de Zevenjarige Oorlog bezette Rusland de stad van 1758 tot 1762. In 1780 woonde er weer meer dan duizend mensen. De volgende bezetter was Napoleon 1807 tot 1812 en de bevolking zakte toen weer onder de duizend terug. 
In de vroege 19de eeuw kwam houtindustrie op gang en vervolgens werden nieuwe wegen aangelegd voor de afvoer van de producten. De bevolking verdubbelde tot boven de tweeduizend in het midden van de 19de eeuw en nog eens tot 4500 vlak voor de Eerste Wereldoorlog. Inmiddels was de Mazoerse bevolking in de tweede helft van die eeuw tweetalig geworden, met name door het staatsonderwijs als motor van een intensief germaniseringsproces. 
Bij het uitbreken van die oorlog vielen Russische legers in september 1914 Oost-Pruisen binnen en zij bezetten en verwoestten Johannisburg als een van de eerste steden die zij bij hun opmars tegenkwamen. Meer dan anderhalf duizend inwoners werden gedeporteerd naar Rusland. Na de Slag bij Tannenberg trokken de Russen zich terug. Na de oorlog wilden de geallieerden niet zonder meer toegeven aan de Poolse eis om Mazoeren bij Polen te voegen. De bewoners van Mazoeren moesten zelf beslissen of zij bij Duitsland wilden blijven dan wel bij het nieuw opgerichte Polen gevoegd wilden worden. In de stad werden bij de volksraadpleging in 1920 geen stemmen voor Polen afgegeven; in de dorpen eromheen veertien. 
Na de oorlog werd de stad heropgebouwd in een moderne stijl en met hulp van de donorstad Leipzig. Aan het einde van de Tweede Wereldoorlog, in januari 1945, bombardeerde het Sovjet-leger de stad waarbij drie kwart van de gebouwen werd verwoest. Een deel van de bevolking vluchtte en van de achtergeblevenen  mochten alleen zij die tweetalig waren blijven. Maar ook deze Mazoeren zouden in de jaren vijftig en zestig naar Duitsland vertrekken. Zie Verdrijving van Duitsers na de Tweede Wereldoorlog. Nieuwe Poolse en Oekraïense bewoners namen hun plaats in. De stad groeide na de oorlog als hoofdplaats van een ‘powiat’ tot 20.000 inwoners. Eerst werd de Mazoerse naam van de stad Jansbork nog aangehouden maar deze deed toch te veel aan een Duitse naam denken en daarom werd het naar de Pissek, een lokaal riviertje, dan uiteindelijk Pisz.

## Verkeer en vervoer
- Station Pisz